# Ditaxis malpighipila
Ditaxis malpighipila là một loài thực vật có hoa trong họ Đại kích. Loài này được (Hicken) L.C.Wheeler mô tả khoa học đầu tiên năm 1939.